# Mstyslav Tchernov
Mstyslav Tchernov (en ukrainien : Мстислав Андрійович Чернов) est un photographe, photojournaliste, cinéaste, correspondant de guerre et romancier ukrainien, né en 1985 à Kharkiv.
Il remporte le Knight International Journalism Award, le trophée du jury international – prix Arte, France 24, France Télévision – au Prix Bayeux des correspondants de guerre en 2022, le prix Pulitzer de la photographie d’actualité en 2023 et l’Oscar du meilleur film documentaire pour 20 Jours à Marioupol en 2024.

## Biographie
Mstyslav Tchernov est né en 1985 à Kharkiv.
Il est connu pour sa couverture de la révolution de la Dignité en 2014, la guerre dans le Donbass, y compris la destruction du vol MH17, la guerre civile syrienne, la bataille de Mossoul en Irak, et l’invasion de l’Ukraine par la Russie,.
Du 23 février 2022, une heure avant que tombe la première bombe, au 15 mars 2022 lors de l'invasion de l’Ukraine par la Russie, il se trouve avec le reporter Evgeniy Maloletka dans Marioupol assiégée par les troupes russes. Tchernov et Maloletka sont les derniers journalistes présents dans la ville pendant cette période, et leurs photographies ont été largement publiées par les médias occidentaux pour témoigner de la situation ,,.
Le 23 mai 2022, Mstyslav Tchernov reçoit le Knight International Journalism Award avec Evgeniy Maloletka et Vassilissa Stepanenko pour leur travail à Marioupol.
Président de l'Association ukrainienne des photographes professionnels (UAPF), ses reportages ont été publiés et diffusés par plusieurs médias du monde entier, notamment CNN, la BBC, The Indépendant, The New York Times, The Washington Post, The Washington Examiner.
Mstyslav Tchernov reçoit l’Oscar du meilleur film documentaire pour son film 20 Jours à Marioupol en 2024.

## Expositions
Liste non exhaustive
- 2022 : « Marioupol, Ukraine », avec Evgeniy Maloletka, Festival Visa pour l’Image, Couvent des Minimes, Perpignan[4]

## Documentaires
- 2023 : 20 Days In Mariupol (20 Jours à Marioupol) (95 min.)[13],[14] Récompensé entre autres par le « Sundance audience award » au Festival du film de Sundance[15], et par l’Oscar du meilleur film documentaire en 2024[12].
- 2025 : 2000 Meters to Andriivka

## Prix et récompenses
Liste non exhaustive
- 2022 : Deutsche Welle Freedom of Speech Award, avec Evgeniy Maloletka pour leur couverture du siège de Marioupol[16].

- 2022 : Knight International Journalism Award, avec Evgeniy Maloletka pour leur couverture du siège de Marioupol[5].
- 2022 : Biagio Agnes Award[17]
- 2022 : Prix du jury international, Prix Arte, France 24, France Télévision, catégorie image TV, du Prix Bayeux des correspondants de guerre, pour son reportage en Ukraine : « Marioupol – La mort d’une ville ukrainienne »[18]
- 2022 : Prix du jury international - Amnesty International, catégorie TV, du Prix Bayeux des correspondants de guerre – 2e prix – pour son reportage en Ukraine : « Le siège de Mariupol »[18]
- 2022 : Free Media Awards « pour sa documentation extraordinaire et courageuse du siège russe et le bombardement de Marioupol »[19]
- 2023 : Audience Award for World Cinema Documentary  au Festival du film de Sundance, pour son documentaire « 20 Days In Mariupol » (20 Jours à Marioupol)[20]
- 2023 : Camera Operator of the Year Award de la Royal Television Society (RTS)[21]
- 2023 : Prix Pulitzer de la photographie d’actualité, catégorie « Public service», pour « le reportage courageux de la ville assiégée de Marioupol qui a témoigné du massacre de civils lors de l’invasion russe de l’Ukraine. »[22].
- 2023 : Prix du jury et prix du public, au Festival DocuDays UA, Kiev pour son documentaire « 20 Days In Mariupol »[23]
- 2024 : Oscar du meilleur film documentaire pour son documentaire 20 Jours à Marioupol en 2024[12].